# Hypocnemis peruviana
El hormiguero peruano (en Perú y Colombia) (Hypocnemis peruviana) u hormiguero gorjeador peruano (en Ecuador), es una especie de ave paseriforme de la familia Thamnophilidae perteneciente al género Hypocnemis. Es nativo del occidente de la región amazónica en América del Sur.

## Distribución y hábitat
Se distribuye en el sur de Colombia (en la base de los Andes desde Meta hacia el sur hasta Putumayo, y sur de Amazonas) hacia el sur, por el este de Ecuador, hasta el sureste de Perú (al sur hasta el este de departamento de Cuzco y norte de Madre de Dios, excepto en los contrafuertes de los Andes), suroeste de la Amazonia brasileña (región inmediatamente al norte del río Amazonas hacia el este hasta el bajo río Negro, al este hasta el río Madeira, al sur hasta Acre y noroeste de Rondônia) y noroeste de Bolivia (Pando, norte de La Paz, norte de Beni).
Su hábitat es el sotobosque de selvas húmedas tropicales de baja altitud. Esta especie fue documentada en simpatría con el hormiguero pechiamarillo (H. subflava) en dos regiones de Perú; al menos en una de ellas, parecen separarse por el hábitat, el hormiguero peruano prefiere selvas de terra firme sin bambuzales.

## Sistemática

### Descripción original
La especie H. peruviana  fue descrita por primera vez por el ornitólogo polaco Wladyslaw Taczanowski en 1884 bajo el nombre científico de subespecie Hypocnemis cantator peruvianus; la localidad tipo es «alto Ucayali = Yurimaguas, Perú».

### Etimología
El nombre genérico femenino «Hypocnemis» se compone de las palabras del griego «ὑπο hupo» que significa ‘de alguna forma’ y «κνημις knēmis o κνημιδος knēmidos» que significa ‘armadura que protege la pierna’, ‘canillera’; y el nombre de la especie «peruviana» significa ‘del Perú’.

### Taxonomía
Los cinco taxones tradicionalmente considerados como subespecies del denominado «complejo cantator»: H. flavescens, H. ochrogyna, H. striata, H. subflava y la presente, fueron elevados a la categoría de especie a partir de los estudios de Isler et al. (2007), que encontraron diferencias significativas de vocalización, pero también de plumaje. El cambio taxonómico fue aprobado por el Comité de Clasificación de Sudamérica (SACC) en la Propuesta N° 299.

### Subespecies
Según las clasificaciones del Congreso Ornitológico Internacional (IOC), y Clements Checklist/eBird, se reconocen dos subespecies, con su correspondiente distribución geográfica:
- Hypocnemis peruviana peruviana Taczanowski, 1844 – este de Perú al sur del río Amazonas hasta el norte de Bolivia y suroeste de la Amazonia brasileña.
- Hypocnemis peruviana saturata Carriker, 1930 – sur de Colombia hasta el noreste de Perú y centro oeste de la Amazonia brasileña.

La clasificación Aves del Mundo (HBW) entiende que los especímenes de la subespecie saturata no son diagnosticables y tampoco se verifica diferencia de vocalización, por lo que no la reconoce como válida.